# Toliara

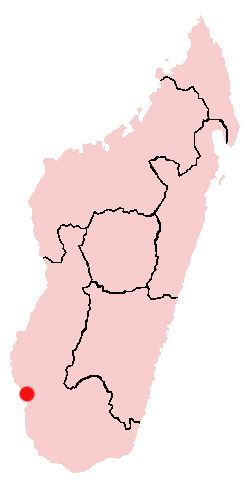
Localização de Toliara

Toliara (também conhecida como Toliary; antiga Tuléar) é uma cidade portuária do sudoeste de Madagáscar, localizada a 936 km de Antananarivo. Toliara é a capital da região de Atsimo-Andrefana e da província de Toliara. 
A cidade possui população de 101.661 habitantes (estimativa 01/07/2001).

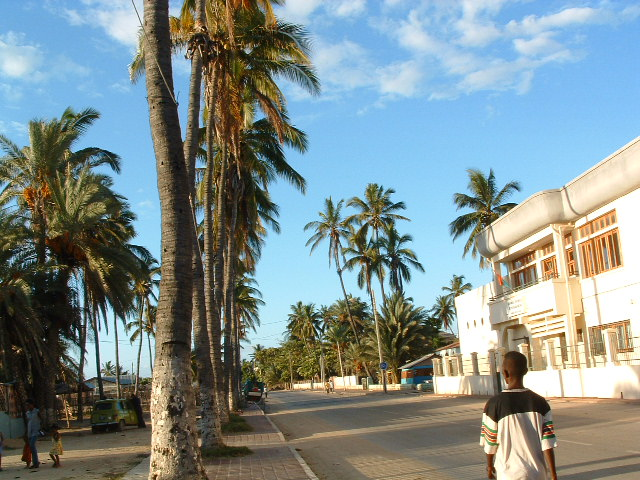
Avenida no centro de Toliara